# ЛІСОІ
ЛІСОІ—Львівська інтегрована система обробки інформації, створена у 1996 році на базі Львівської міської ради за допомогою Агенції з міжнародного розвитку США (USAID).

## Компоненти
- Цифрова телефонна станція
- Комп'ютерна мережа (Клієнт-Сервер)
- Електронні бази даних
- Цифрова векторна карта міста

## Сервери
1. Сервер документообігу
2. Інтернет-сервер
3. Сервер баз даних платників комунальних послуг
4. Сервер охороної сигналізації
5. Сервер законодавчих актів
6. Сервер управління комп'ютерною мережею
7. Сервер центральної диспетчерської служби
8. Сервер віддаленого доступу
9. ГІС-сервер 

## Бази даних
- База даних «Нерухомість»
- База даних «Населення»
- Інформаційна система «Культурно-історичні пам'ятки м. Львова»
- Інтегрована інформаційна система «Комунальний транспорт та міські транспортні комунікації»
- Інтегрована інформаційно-статистична система «Охорона здоров'я»
- Інтегрована інформаційна система «Екологія міста». Інтерактивна карта забрудненнь.
- Інтегрована інформаційна система «Розвиток бізнесу та підприємницької діяльності»
- Інтегрована інформаційна система «Кадастри міста»
- Інтегрована інформаційна система «ЦМДС»
- Інтегрована інформаційна система «Наука та освіта»
- Інтегрована інформаційна система «Культура та мистецтво»
- Інтегрована інформаційна система «Фізична культура, спорт, туризм»
- Інтегрована інформаційна система «Міська скарбниця»
- Інтегрована інформаційна система"Довідка міста"[3]

Бази даних нормативно-правових документів
- Інтегрована інформаційна система «Облік мешканців» [4]

Єдиний електронний реєстр вулиць і будинків (будівель) м. Львова